# داه‌کت
دخکات (تاجیکستان) (به لاتین: Dakhkat) یک منطقهٔ مسکونی در تاجیکستان است که در ولایت سغد واقع شده‌است.